# Tunézia hívójelkörzetei
Tunézia jelenleg (2024) nincs felosztva hívójelkörzetekre.
A Tunézia számára az ITU a TS, 3V hívójelprefixet határozta meg.
Franciaország fennhatósága alatt az FT4 hívójelprefixet használták.
| Prefix | Körzet | Hely/jelleg                                            | ITU zóna | CQ zóna | 1 szintű QTH lokátor |
| ------ | ------ | ------------------------------------------------------ | -------- | ------- | -------------------- |
| TS     | [0..9] | Tunézia                                                | 37       | 33      | JM                   |
| 3V     | [0..9] | Tunézia                                                | 37       | 33      | JM                   |
| FT     | 4      | Kivezetve, Franciaország fennhatósága alatt használták | 37       | 33      | JM                   |

## Lajstromjel
Vízi és légi járművek lajstromjelezéséhez a TS prefixet használják.